# Stenamma manni
Stenamma manni (лат.) — вид мелких муравьёв рода Stenamma из подсемейства Myrmicinae (Formicidae). Северная Америка: южная Мексика и далее до Никарагуа.

## Описание
Мелкие муравьи, длина около 3 мм. Общая окраска тела варьирует от чёрного до красновато- и желтовато-коричневого цвета, ноги и усики чёрные или желтовато-коричневые. Длина головы рабочего (HL) 0,81—1,13 мм (ширина головы, HW — 0,70—1,01 мм). Длина скапуса усиков рабочего (SL) — 0,68—1,04 мм. Головной индекс (CI=HW/HL × 100) — 82—91, Индекс скапуса (SI=SL/HW × 100.) — 88—109. Усики 12-члениковые (булава из 4 сегментов). Глаза мелкие (до 8 омматидиев в самой широкой линии) расположены в переднебоковых частях головы. Жвалы с 6 зубцами (из них 4 апикальных). Клипеус в передней части с 2—4 мелкими тупыми выступами — зубцами. Стебелёк между грудкой и брюшком состоит из двух сегментов (петиоль + постпетиоль). Встречаются в различных типах лесов на высотах 1200-3700 м. Вид близок к видам Stenamma felixi, Stenamma leptospinum, Stenamma megamanni, Stenamma muralla. Отличить Stenamma manni трудно из-за большой изменчивости, но он может быть отделён от большинства похожих видов по наличию боковой гипостомальной доли головы; наличие бугорков или коротких проподеальных шипиков; и большому размеру тела. Вид был впервые описан в 1914 году, а его валидный статус подтверждён в 2013 году американским мирмекологом Майклом Бранштеттером (Michael G. Branstetter; Department of Entomology, Калифорнийский университет в Дэвисе и Национальный музей естественной истории, Смитсоновский институт, Вашингтон, DC, США). Видовое название дано в честь мирмеколога Уильяма Манна (W. M. Mann), собравшего типовую серию в Мексике.